# (523712) 2014 JS80
(523712) 2014 JS80 ist ein großes transneptunisches Objekt, das bahndynamisch als Scattered Disk Object (SDO) eingestuft wird. Aufgrund seiner Größe gehört der Asteroid möglicherweise zu den Zwergplanetenkandidaten.

## Entdeckung
2014 JS80 wurde am 6. Mai 2014 von einem Astronomenteam, bestehend aus B. Gibson, T. Goggia, N. Primak, A. Schultz und M. Willman, auf Bildern, die im Rahmen des Pan-STARRS-Projekts mit dem 1,8-m-Ritchey-Chretien-Teleskop (PS1) am Haleakalā-Observatorium (Maui) am 9. Mai 2010 entstanden, entdeckt. Die Entdeckung wurde am 17. Juli 2016 bekanntgegeben, der Planetoid erhielt am 25. September 2018 von der IAU die Kleinplaneten-Nummer 523712.
Nach seiner Entdeckung ließ sich 2014 JS80 auf Fotos, die ebenfalls im Rahmen des Pan-STARRS gemacht wurden, bis zum 9. Mai 2010 zurückgehend identifizieren und so seinen Beobachtungszeitraum um vier Jahre verlängern, um so seine Umlaufbahn genauer zu berechnen. Bisher wurde der Planetoid nur durch das Pan-STARRS-Teleskop beobachtet. Im Oktober 2018 lagen insgesamt 120 Beobachtungen über einen Zeitraum von 8 Jahren vor. Die bisher letzte Beobachtung wurde im August 2017 auch wieder am Pan-STARRS-Teleskop durchgeführt. (Stand 24. März 2019)

## Eigenschaften

### Umlaufbahn
2014 JS80 umkreist die Sonne in 337,30 Jahren auf einer leicht elliptischen Umlaufbahn zwischen 40,01 AE und 56,90 AE Abstand zu deren Zentrum. Die Bahnexzentrizität beträgt 0,174, die Bahn ist 15,06° gegenüber der Ekliptik geneigt. Derzeit ist der Planetoid 40,02 AE von der Sonne entfernt. Das Perihel durchlief er das letzte Mal 2019, der nächste Periheldurchlauf dürfte also im Jahre 2356 erfolgen.
Marc Buie (DES) klassifiziert den Planetoiden als SDO, während vom Minor Planet Center keine spezifische Einstufung existiert; letzteres ordnet ihn als Nicht-SDO und allgemein als «Distant Object» ein. Das Johnston’s Archive führt es als „other TNO“ auf, was bedeutet, dass es mit Sicherheit kein Cubewano oder Resonantes KBO ist.

### Größe
Derzeit wird von einem Durchmesser von 329 km ausgegangen, basierend auf einem Rückstrahlvermögen von 8 % und einer absoluten Helligkeit von 5,8 m. Ausgehend von diesem Durchmesser ergibt sich eine Gesamtoberfläche von etwa 340.000 km2. Die scheinbare Helligkeit von 2014 JS80 beträgt 21,92 m.
Da es denkbar ist, dass sich 2014 JS80 aufgrund seiner Größe im hydrostatischen Gleichgewicht befindet und somit weitgehend rund sein könnte, erfüllt er möglicherweise die Kriterien für eine Einstufung als Zwergplanet. Mike Brown geht davon aus, dass es sich bei 2014 JS80 um vielleicht einen Zwergplaneten handelt.
| Jahr                                         | Abmessungen km | Quelle   |
| -------------------------------------------- | -------------- | -------- |
| 2018                                         | 306,0          | Johnston |
| 2018                                         | 329,0          | Brown    |
| Die präziseste Bestimmung ist fett markiert. |                |          |